# Regiunea Novosibirsk
Regiunea Novosibirsk este o regiune a Rusiei cu statut de subiect federal. Centrul administrativ este orașul Novosibirsk.

## Geografie
Regiunea se află în Siberia, între fluviile Obi și Irtîș. Are o suprafață de 178,200 km².
Se învecinează la vest cu regiunea Omsk, la nord cu regiunea Tomsk, la est cu regiunea Kemerovo, la sud-vest cu Kazahstan, la sud cu regiunea Altai.
De la est la vest regiunea Novosibirsk se întinde pe 600 km, iar de la nord la sud pe 400 km.

## Demografie
Conform recensămîntului rusesc din 2002, populația era de 2,692,251 persoane, din care 2,504,147 ruși, 47,275 germani, 33,793 ucraineni, 27,874 tătari, 11,691 cazași, 8,380 bieloruși ș.a.